# オマー・リード
オマー・アール・ジュリアン・リード（Omar Earl Julian Reed、1987年7月2日 - ）は、アメリカ合衆国バージニア州出身のバスケットボール選手。愛称はジュース（Juice）あるいはOJ 。ポジションはシューティングガード/スモールフォワード。

## 来歴
バージニア州テイズウェル郡テイズウェルにて4人兄弟の末っ子として生まれる。テイズウェル高校時代はバスケと平行して野球もしていた。
ブルーフィールド大学ラムズ時代、2009/10シーズンのAACプレーヤー・オブ・ザ・イヤーおよびディフェンシブプレイヤー・オブ・ザ・イヤーの両方を受賞。
2010年大学を卒業後、EBL（BBL2部）のメドウェイパーク・クルセイダーズに入団、2010/11シーズンのメドウェイでの得点王およびリバウンド王となりEBL優勝に貢献した。
2011年からNBADLのオースティン・トロスに移籍、シーズン途中からポルトガルのリーグへ移籍（詳細不明）している。翌2012年NBADLのメイン・レッドクローズと移籍した。2013年夏にはボストン・セルティックスロースターとしてNBAサマーリーグに参加している。
2013年、bjリーグの横浜ビー・コルセアーズに入団。前シーズン優勝した横浜において新たな攻守の要として期待されたものの、プレイオフ進出を逃している。
2014年、NBL・広島ドラゴンフライズに加入。このシーズン中に怪我をしたこと、bjと違うリーグであるため環境に慣れなかったことから、不調に陥った。同年度のオールジャパンではスターターから外れた中で、チーム初の準優勝に貢献している。2015年2月、シーズン終了を待たずリード及び広島双方合意の上、契約解除となった。
2015年3月、メイン・レッドクローズと再契約する。

## 記録
| シーズン         | チーム | GP | GS | MPG  | FG%  | 3P%  | FT%  | RPG  | APG | SPG | BPG | TO  | PPG  |
| ---------------- | ------ | -- | -- | ---- | ---- | ---- | ---- | ---- | --- | --- | --- | --- | ---- |
| bjリーグ 2013-14 | 横浜   | 52 |    | 31.0 | .430 | .284 | .723 | 11.0 | 3.4 | 1.3 | 0.2 | 2.7 | 15.9 |
| NBL 2014-15      | 広島   | 28 |    | 24.9 | .399 | .342 | .738 | 5.7  | 2.4 | 1.1 | 0.1 | 2.5 | 10.5 |

## 参考資料
- Omar Reed - RealGM
- Omar Reed - DraftExpress
- bjリーグ選手名鑑 - ウェイバックマシン（2013年12月20日アーカイブ分）
- オマー・リード　Omar Reed - NBLプレイヤープロフィール